# Axel Londen
Axel Londen (n. 5 august 1859, Hamina, Marele Principat al Finlandei, Imperiul Rus – d. 8 septembrie 1928, Helsingfors, Finlanda) a fost un trăgător de tir ce a reprezentat Finlanda, medaliat olimpic. A participat la o ediție a Jocurilor Olimpice (1912) în care a câștigat o medalie de bronz.

## Participări
Lista de mai jos prezintă principalele competiții la care a participat Axel Londen de-a lungul carierei.
- shooting at the 1912 Summer Olympics – men's 100 metre team running deer, single shots[*]